# OASys
OASys（Open Air Systems）は、ドイツに本社を置く、自動車部品メーカーである。ベバストの100％子会社であり、オープンカーの屋根とその開閉システムを生産している。

## 提供車種

### 現行
- BMW・4シリーズ（F33）（2013年現在）
- BMW・Z4（G29）（2018存在）
- マツダ・ロードスター RF（2016-現在）

### 過去
- BMW・3シリーズ カブリオレ（E93）（2007〜2013）
- ダイハツ・コペン (2002-2012)
- フェラーリ・カリフォルニア（2008年〜2014年）
- フォードフォーカスクーペ・カブリオレ（2006-2010）
- マツダロードスター パワーリトラクタブルハードトップ（2007-2015）
- ミニ カブリオレ（2004-2008）
- 三菱・コルト CZC (2006-2012)
- ルノー・ウインド（2010-2013）
- フォルクスワーゲン・イオス（2006-2015）
- ボルボ・C70（2006-2013）